# Mimikahoningeter
De mimikahoningeter (Microptilotis mimikae) is een endemische vogel uit Nieuw-Guinea. De vogel werd verzameld tijdens de expeditie van de British Ornithologist's Union naar Nederlands Nieuw-Guinea in 1910 en in een jaar later als nieuwe soort (maar in een ander geslacht) geldig beschreven door William Robert Ogilvie-Grant als Ptilotis mimikae. Een eerder door een Nederlandse expeditie in 1909 verzameld exemplaar, dat niet geldig werd beschreven, bevindt zich in de collectie van Naturalis Biodiversity Center.

## Beschrijving
De mimikahoningeter is een honingeter uit het geslacht Microptilotis met een lengte van 16,5 cm. Honingeters uit dit geslacht lijken sterk op elkaar en onderscheiden zich van elkaar door het verspreidingsgebied waarin ze voorkomen en hun roep. De mimikahoningeter heeft een nogal vage, bleekgele vlek op de oorstreek en een onduidelijke "teugel" (horizontaal streepje op de kop in verlengde van mondhoek).

## Verspreiding en leefgebied
Het verspreidingsgebied van de mimikahoningeter ligt in het zuiden van Nieuw-Guinea en strekt zicht uit van het district Mimika (Papoea) tot de provincies Oro en Milne Bay van Papoea-Nieuw-Guinea. Het leefgebied is heuvelland tussen de 500 m en de 1000 m boven de zeespiegel, met regenbos afgewisseld met dicht struikgewas. De vogel kan vrij algemeen voorkomen, maar wordt vaak niet waargenomen; hij laat zich echter wel gemakkelijk met mistnetten vangen.